# Trout Valley (Illinois)
Trout Valley est un village du comté de McHenry dans l'Illinois, aux États-Unis,. Situé au sud-est du comté, il est incorporé le 19 avril 1896.

## Démographie
Lors du recensement de 2010, le village comptait une population de 537 habitants. Elle est estimée, en 2016, à 525 habitants.

### Source de la traduction
- (en) Cet article est partiellement ou en totalité issu de l’article de Wikipédia en anglais intitulé « Trout Valley, Illinois » (voir la liste des auteurs).